# Осада Базаса
Осада Базаса (414 год) — один из эпизодов вторжения варваров в Римскую Галлию, известный лишь из автобиографической поэмы «Eucharisticon» Павлина из Пеллы, непосредственного участника этих событий.

## Предпосылки
В 412 году вестготы с территории Римской Италии, недавно разоренной ими, под руководством Атаульфа, шурина скончавшегося Алариха, вторглись в Галлию.
В этом походе совместно с вестготами приняли участие и аланы. Атаульф в обмен на право селиться в Аквитании и снабжение вестготов продовольствием согласился оказать помощь римлянам в устранении нового узурпатора Иовина в Галлии (захватившему власть при помощи аланов, бургундов, франков в 411 году). Вестготы устранили узурпатора, однако из-за того что Гераклиан прекратил поставлять продовольствие из Африки в Галлию, соглашения были нарушены. Вестготы и аланы захватили ряд городов: Тулузу, Нарбонну и Бордо (торговые и ремесленные центры Южной Галлии). Однако взять с ходу город Базас (Castrum Vasatum), крепость, расположенную на крутой скале, не удалось.

## Ход и итоги осады
Положение осажденных усугубилось восстанием багаудов, которое, правда, вскоре было подавлено, заговорщики были убиты. Павлин из Пеллы, находившийся в осажденном городе сумел вырваться и начать переговоры со своим давним другом, вождем аланов. Имя вождя неизвестно, так как самим Павлином не упоминается. Есть предположение, что этим вождем был Гоар (царь аланов с 406 по 440-е годы). Вождь не торопился оказывать помощь, однако Павлин пообещал ему земли для расселения. Вождь согласился оказать помощь городу и отправил жену и любимого сына в качестве заложников. А аланы приготовились к защите города, выстроившись перед его стенами. Среди аланов, участвующих в защите, по свидетельству Павлина, были и вооруженные женщины.
Вестготы, под предводительством Атаульфа, увидев что ситуация складывается не в их пользу, ибо союзники превратились во врагов, отступили. Аланы же покинули город, так как по договору получили земли между Тулузой и Средиземным морем, под их контроль перешло дорожное сообщение между Галлией и Испанией (Домициева дорога).